# أنطونيو فييرا (لاعب كرة قدم)
أنطونيو فييرا (6 يناير 1912 في البرتغال - ) هو لاعب كرة قدم برتغالي في مركز الدفاع. شارك مع منتخب البرتغال لكرة القدم. أما مع النوادي، فقد لعب مع نادي بنفيكا ونادي فيتوريا سيتوبال.

## وصلات خارجية
- أنطونيو فييرا على موقع قاعدة بيانات كرة القدم.إي يو (الإنجليزية)
- أنطونيو فييرا على موقع عالم كرة القدم.نت (الإنجليزية)